# Сражение при Ландсхуте
Сражение при Ландсхуте (фр. Bataille de Landshut) произошло 21 апреля 1809 года во время войны Пятой коалиции между французской и австрийской армией. Сражение закончилось победой французских войск.
После Абенсбергского сражения 20 апреля корпуса австрийского фельдмаршал-лейтенанта фон Гиллера отошли через Роттенбург и Пфеффенхаузен в Ландсхут, куда они прибыли почти одновременно ночью или рано утром 21 апреля. Австрийскому маршу через старый город Ландсхут в основном мешал тот факт, что единственный путь на юг вел через узкий и крутой овраг рядом с замком Траусниц над холмами к югу от Изара. 
Поэтому император Наполеон в сопровождении четырех пехотных дивизий достиг уровня севернее Ландсхута, еще до того, как австрийские войска полностью форсировали Изар. Французская артиллерия, которую подтянул Наполеон, быстро разгромила многочисленные повозки, все еще ожидавшие перед мостами через реку. Горящие повозки с боеприпасами и сбежавшие лошади также помешали трем австрийским батальонам, находившимся возле монастыря Зелигенталь, прикрыть отступление колонн, выстроив непрерывную линию обороны. Однако только после продолжительной борьбы под прикрытием своей тяжелой артиллерии французы смогли взять штурмом предместье на левом берегу Изара и затем перейти по мосту через реку, до которого они дошли почти одновременно с отступающими австрийцами.
Затем завязался ожесточенный бой на улицах Ландсхута, забитых горящими и перевернутыми повозками. Австрийский арьергард, несмотря на численное превосходство, упорно держался до тех пор, пока артиллерия и остальной обоз не были, наконец, выведены на высоты южнее города. Поскольку авангард армейского корпуса маршала Массены уже продвигался у Голдинга (примерно в 5 км западнее Ландсхута) к холмам за замком Траусниц, фельдмаршал-лейтенант Гиллер, командовавший австрийским левым крылом, приказал отступить всей своей армии к Ноймаркт-ам-Валлерзее а затем за Инн.
В итоге австрийцы потеряли около 2500 человек убитыми и ранеными и около 6000 пленных, 30 орудий, понтонный парк и большую часть обоза.